# Classix Nouveaux
Classix Nouveaux – brytyjski zespół new romantic, założony w 1979 r. w Londynie przez wokalistę Sala Solo i basistę Mike'a Sweeneya, związanych wcześniej z zespołami The News i X-Ray Spex. W tym samym roku dołączył do nich Gary Steadman (gitarzysta) i Paul Hurding (perkusista). W 1982 r. Steadmana zastąpił Juko Tutani Sumen i dołączył Stephen Paul Wilson (klawiszowiec). W 1983 r. grupa zawiesiła działalność, by potem wielokrotnie ją wznawiać w zmienionym składzie (jedyny stały członek zespołu, Sal Solo). Zespół wystąpił w polskim filmie muzycznym To tylko Rock w reżyserii Pawła Karpińskiego.
Porównywano zespół do Duran Duran, jednak nigdy nie zdobył takiej popularności jak tamten. Najbardziej znanymi utworami stały się „Is It A Dream?”, „Never Again [The Days Time Erased]”, „Never, never comes” i „Heart from the start”. Trzykrotnie koncertowała w Polsce, natomiast Sal Solo stał się częstym gościem polskich festiwalów muzyki chrześcijańskiej.
Instrumentalny utwór pt. „627”, pochodzący z albumu Night People wykorzystywany jest od ponad 15 lat w Radiu Poznań za czołówkę audycji muzycznej Noc u Berniego.

## Dyskografia

### Albumy
- Night People (1981)
- La Verité (1982)
- Secret (1983)
- The Very Best of Classix Nouveaux (1997)
- The River Sessions  (2006)
- The Liberty Singles Collection (2010)
- The Liberty Recordings 1981–83 (4 CD BOX - 2021)
- Battle Cry (2023)

### Single
- The Robot's Dance (1980)
- Nasty Little Green Men  (1980)
- Guilty (1981)
- Tokyo (1981)
- Inside Outside (1981)
- Never Again (1981)
- Is It A Dream? (1982)
- Because You're Young (1982)
- The End ...Or The Beginning? (1982)
- Forever And A Day (1983)
- Never Never Comes (1983)